# Sofía Rito
Sofía Julia Rito Enocksson (ur. 2 listopada 1985 w Sztokholmie) – urugwajska sztangistka pochodzenia szwedzkiego, uczestniczka mistrzostw świata w podnoszeniu ciężarów w 2015 roku oraz Letnich Igrzysk Olimpijskich w 2016 roku.

## Życiorys

### Życie prywatne
Rito urodziła się w Sztokholmie. Jej ojciec, Julio Rito, to Urugwajczyk, zaś jej matka Lotta Enocksson jest artystką. Julio Rito został wygnany z Urugwaju podczas dyktatury wojskowej. Sofía Rito została wychowana w Sztokholmie, a następnie w Strängnäs w środkowej Szwecji.

### Kariera sportowa
Na igrzyskach olimpijskich rozgrywanych w Rio de Janeiro wzięła udział w rywalizacji kobiet do 53 kilogramów. W rwaniu zajęła 13. miejsce (wyrywając 64 kg), a w podrzucie 12. pozycję (podnosząc 82 kg), co w rezultacie dało jej łączną wagę 146 kg i 12. miejsce w końcowej klasyfikacji zawodniczek.